# Almost Healed
Almost Healed — восьмий студійний альбом американського репера Lil Durk, виданий лейблом Alamo Records 26 травня 2023 р.

## Передісторія та сингли
До травня 2023 року реліз був відомий під назвою The Voice 2.0 як сиквел до шостого студійного альбому The Voice (2020). Виконавець почав тизити його в січні 2023 року. В інтерв'ю XXL Дерк заявив, що запис є частиною того, що допомагає йому справлятися зі стресом і нещодавньою втратою брата, також зізнавшись у ходінні на терапію. Натомість репер хотів дати своїм шанувальникам «терапію», випустивши альбом якнайшвидше, про що він розповів в інтерв'ю Billboard. Дерк назвав Almost Healed своїм найкращим альбомом, зважаючи на все, що відбувалося в його житті на ту мить.
13 квітня 2023 року репер оголосив, що він щойно завершив альбом і без «половини допомоги» (англ. «half the help»), про яку просив, натякаючи на назву альбому Almost Healed (укр. «майже зцілений»). Того ж дня Дерк попросив своїх підписників звернутися до SZA, позаяк він хотів, щоб вона з'явилася на релізі. У той час альбом ще мав назву The Voice 2.0, причому «2.0» означало особистісне зростання з моменту виходу приквелу.
12 травня 2023 року видано провідний сингл «All My Life» з участю американського репера Джей Коула. Рівно за десять днів до цього обох помітили з групою дітей під час знімань відеокліпу. Пісня вийшла 12 травня в день старої дати релізу альбому. Тим часом сам Almost Healed перенесли на 26 травня.
22 травня оприлюднено продюсерів, а наступного дня — список пісень. Другий сингл «Pelle Coat» видано 25 травня, за день до виходу альбому, разом із кліпом, в якому знялися Дерк та Аліша Кіз і який є об'єднаним відео на цю пісню та спільну з Кіш «Therapy Session», що на альбомі передує «Pelle Coat». Суттєві ротації на радіо отримала пісня «Stand by Me» з участю американського кантрі-співака Морґана Воллена.

## Оформлення
2 травня 2023 року Дерк пообіцяв розкрити подробиці своєї наступної платівки, якщо допис набере 100 тис. коментарів. Отримавши зазначену кількість, репер виклав дату виходу релізу та обкладинку, остання була чорно-білою світлиною, на якій Дерк був оточений людьми з розмитими обличчями. Невдовзі обкладинку замінили на зображення Дерка з головою, обмотаною бинтом, і кров'ю, що крапає з його правого ока, на білому тлі.

## Комерційний вислід
Дебютував на 3-ій сходинці Billboard 200 із 125 тис. альбомних рівнозначних одиниць за перший тиждень (з них — 2 тис. чистого продажу, 167,82 млн потокових прослуховувань). Є шостим альбомом Дерка, який потрапив до першої десятки чарту. На другому тижні реліз спустився на 6-ту сходинку із 67 тис. одиниць. За третій тиждень — 7-ма сходинка й 50 тис. одиниць, за четвертий тиждень — 8-ма сходинка й 41 тис. одиниць. Загалом за 4 тижні — 283 тис. одиниць.

## Список пісень
| #     | Назва                                   | Автор                                                                                  | Продюсер(и)                                          | Тривалість |
| ----- | --------------------------------------- | -------------------------------------------------------------------------------------- | ---------------------------------------------------- | ---------- |
| 1.    | «Therapy Session» (разом з Alicia Keys) | Аліша Кук                                                                              | Alicia Keys                                          | 1:27       |
| 2.    | «Pelle Coat»                            | Дерк Бенкс Даррелл Джексон                                                             | Chopsquad DJ                                         | 4:13       |
| 3.    | «All My Life» (з участю J. Cole)        | Бенкс Джермейн Коул Лукаш Ґоттвальд Рокко Вальдес Раян Оґрен Ґемел Льюїс Терон Томас   | Dr. Luke                                             | 3:43       |
| 4.    | «Never Again»                           | Бенкс Джексон                                                                          | Chopsquad DJ                                         | 2:19       |
| 5.    | «Put Em on Ice»                         | Бенкс Джексон                                                                          | Chopsquad DJ                                         | 2:03       |
| 6.    | «Big Dawg» (разом із Chief Wuk)         | Бенкс Вонтрелл Вокер Джейкоб Кенеді Деррик Міллер                                      | ATL Jacob Hendrix Smoke                              | 2:40       |
| 7.    | «Never Imagined» (з участю Future)      | Бенкс Нейведіус Вілберн Джексон Чендлер Інґрем                                         | Chopsquad DJ Ghostrage                               | 3:12       |
| 8.    | «Sad Songs»                             | Бенкс Даронтез Мейо Трентон Тернер Ітен Гейс                                           | Touch of Trent Haze                                  | 2:36       |
| 9.    | «Before Fajr»                           | Бенкс Джошуа Луеллен Меттью-Кайл Браун Вінсент Дероз'є Луїс Діаз                       | Southside Smatt Sertified Desro Looisey              | 2:00       |
| 10.   | «War bout It» (з участю 21 Savage)      | Бенкс Шая Авраам-Джозеф Ліланд Вейн                                                    | Metro Boomin                                         | 2:40       |
| 11.   | «You Got Em»                            | Бенкс Райдер Букаро Ліам Макалістер Ерон Танаросоо Індія Макалістер                    | T99 Ryderoncrack LMC Cloud Indyah                    | 2:22       |
| 12.   | «Grandson» (з участю Kodak Black)       | Бенкс Білл Капрі Екзев'є Дотсон Вейн                                                   | Zaytoven Metro Boomin                                | 2:20       |
| 13.   | «300 Urus»                              | Бенкс Веслі Ґлесс Лукас Депанте                                                        | Wheezy Juke Wong                                     | 3:24       |
| 14.   | «Same Side» (з участю Rob49)            | Бенкс Роберт Томас Джуліан Мейсон Тім Ґомрінґер Кевін Ґомрінґер Альфредо Маттеучі      | LilJuMadeDaBeat Cubeatz B3 Productions 7ink Square   | 2:33       |
| 15.   | «B12»                                   | Бенкс Букаро                                                                           | Ryderoncrack Quis Inuya                              | 2:43       |
| 16.   | «At This Point We Stuck»                | Бенкс Кенеді Омар Вокер                                                                | ATL Jacob Major Seven Emzy                           | 1:54       |
| 17.   | «Cross the Globe» (з участю Juice WRLD) | Бенкс Джарад Гіґґінз Раян Войтесак Ґлесс                                               | Charlie Handsome Wheezy                              | 2:04       |
| 18.   | «Dru Hill»                              | Бенкс Джон Балан Вірґа Пол-Емануель Джастін Ґібсон                                     | LowLowTurnThatUp Paul Monstereal Crevm Dian Jusvibes | 2:55       |
| 19.   | «Belt2Ass»                              | Бенкс І. Макалістер Л. Макалістер Могаммед Аль-Кузахі                                  | RunItUpNick Indyah LMC Yeahthismoh                   | 2:39       |
| 20.   | «Stand by Me» (з участю Morgan Wallen)  | Бенкс Морґан Воллен Ґоттвальд Ернест Сміт Джейкоб Дарретт Вальдес Оґрен Льюїс Войтесак | Dr. Luke                                             | 3:39       |
| 21.   | «Moment of Truth»                       | Бенкс Джон Лем Лука Штайнкірхнер                                                       | Lam Lufye AK                                         | 2:59       |
| 56:25 |                                         |                                                                                        |                                                      |            |

Примітки
- «Sad Songs» містить додатковий вокал Booka600

## Чартові позиції
| Чарт (2023)                                          | Найвища позиція |
| ---------------------------------------------------- | --------------- |
| Австралія Australian Albums (ARIA)                   | 32              |
| Австрія Austrian Albums (Ö3 Austria)                 | 54              |
| Бельгія Belgian Albums (Ultratop Flanders)           | 56              |
| Бельгія Belgian Albums (Ultratop Wallonia)           | 148             |
| Канада Canadian Albums (Billboard)                   | 3               |
| Нідерланди Dutch Albums (MegaCharts)                 | 12              |
| Франція French Albums (SNEP)                         | 84              |
| Німеччина German Albums (Offizielle Top 100)         | 81              |
| Ірландія Irish Albums (OCC)                          | 49              |
| Італія Italian Albums (FIMI)                         | 82              |
| Lithuanian Albums (AGATA)                            | 75              |
| Нова Зеландія New Zealand Albums (Recorded Music NZ) | 13              |
| Норвегія Norwegian Albums (VG-lista)                 | 10              |
| Швеція Swedish Albums (Sverigetopplistan)            | 48              |
| Швейцарія Swiss Albums (Schweizer Hitparade)         | 24              |
| Велика Британія UK Albums (OCC)                      | 12              |
| Велика Британія UK R&B Albums (OCC)                  | 38              |
| США Billboard 200                                    | 3               |
| США Top R&B/Hip-Hop Albums (Billboard)               | 1               |

| Чарт (2023)                           | Позиція |
| ------------------------------------- | ------- |
| US Billboard 200                      | 62      |
| US Top R&B/Hip-Hop Albums (Billboard) | 23      |

## Сертифікації
| Регіон                                                      | Сертифікація | Продажі |
| ----------------------------------------------------------- | ------------ | ------- |
| США (RIAA)                                                  | Золотий      | 500 000 |
| продажі+прослуховування, що базуються лише на сертифікаціях |              |         |